# Bettye LaVette
Bettye LaVette, artiestennaam van Betty Haskins (Muskegon, Michigan, 29 januari 1946) is een Amerikaanse soulzangeres. Ze combineert in haar muziek onder andere de stijlen blues, country, rock, soul, funk en gospel.
LaVette nam al platen op sinds haar zestiende (in 1962) maar ze brak, onder meer vanwege haar aparte mix van muziekstijlen, pas door in 2005 met het album I’ve Got My Own Hell to Raise. In de jaren daarvoor zat ze bij verschillende labels, waaronder Motown die haar introduceerde als de nieuwe Diana Ross, maar desondanks lukte het haar niet door te breken. Haar late doorbraak heeft LaVette de bijnaam "best bewaarde geheim van de soul" opgeleverd.
Haar eerste eigen plaat na I’ve Got My Own Hell to Raise was The Scene of the Crime en kwam in 2007 uit. De muziek was hierop nog wat rauwer dan de voorgaande cd. The Scene of the Crime leverde LaVettes eerste Grammy-nominatie op.
LaVette zingt naast nummers die voor haar geschreven worden, ook vaak covers. In 2009 trad ze onder meer op tijdens de inauguratie van de nieuwe president van de Verenigde Staten Barack Obama. Ze zong hier samen met Jon Bon Jovi het Sam Cooke-lied A Change Is Gonna Come.
In 2010 verscheen het album Interpretations: The British Rock Songbook, waarop LaVette soul-adaptaties van Britse popsongs zingt.

## Discografie
- Souvenirs - (1973/2000) Niet uitgebrachte LP bij Atco uit 1973, wel uitgebracht bij Art & Soul in 2000.
- Tell Me a Lie - Motown (1982) (LP) (cd kwam in 2008 uit bij Reel Music)
- Not Gonna Happen Twice - Motor City (1990)
- Nearer to You: The SSS Recordings - Charly (1990)
- The Very Best of the Motor City Recordings - Motor City (1996) (cd)
- Bluesoul Belles The Complete Calla Recordings - West Side (1999), EMI INT'L (2005)
- Bettye LaVette: Let Me Down Easy In Concert - Munich (2000) (Concertregistratie)
- [Let Me Down Easy In Concert - Munich (2001) (Concertregistratie)
- A Woman Like Me - Blues Express (2003) (cd)
- Vanthology - A Tribute To Van Morrison (Verschillende artiesten) - Evidence (2003) (cd)
  - Track: Real Real Gone
- I've Got My Own Hell to Raise - Anti- (2005) (cd), Dbk Works (LP)
- Get In The Groove - Live (Verschillende artiesten) - Norton (2005) (cd)
  - Tracks: Night Time is the Right Time, Tailfeather Finale
- The Complete Cala, Port and Roulette Recordings samen met Carol Fran (2005) (Stateside Records)
- Take Another Little Piece Of My Heart: The Classic Late '60s Memphis Recordings with The Dixie Flyers - Varese Sarabande (2006) (cd)
- Child Of The Seventies: The Complete Atlantic/Atco Recordings - Rhino Handmade (2006) (cd)
- Do Your Duty: The Complete Silver Fox/SSS Recordings - Sundazed (2006) (LP)
- What's Going On - The Dirty Dozen Brass Band - Shoutfactory (2006) (Verschillende artiesten) (cd)
  - Track: What's Happening Brother
- Song of America - (Verschillende artiesten) - Thirty Tigers (2007) (cd)
  - Track: Streets of Philadelphia
- The Scene of the Crime - Anti- (2007) (cd) (LP)
- Interpretations: The British Rock Songbook - (2010)
- Things Have ChangedBewerkingen van Dylan-songs Verve, 2018 (cd?) (LP)
- LaVette! - Jay-Dee Records, 2023